# Ancistrorhynchus ovatus
Ancistrorhynchus ovatus är en orkidéart som beskrevs av Victor Samuel Summerhayes. Ancistrorhynchus ovatus ingår i släktet Ancistrorhynchus och familjen orkidéer. Inga underarter finns listade i Catalogue of Life.